# Spiaggia di Sutt'e Riu
La spiaggia di Sutt'e Riu (dei due pini) è una spiaggia appartenente al comune di Posada. Insieme alle spiagge di San Giovanni, Su Tiriarzu, Iscraios, ed Orvile rappresentano le cinque spiagge di Posada, da dieci anni premiate con le 5 vele Legambiente.

## La spiaggia
La spiaggia ha un'estensione di circa 700 metri. È caratterizzata da un mare color verde smeraldo e una sabbia grossolana e chiara con un arenile largo e spazioso. Per raggiungerla è presente un parcheggio e successivamente una passerella di circa 600 metri.